# Sant Sebastià (Talarn)
Sant Sebastià és una petita muntanya de 652,8 metres del terme de Talarn, a la comarca del Pallars Jussà. És a ponent del poble, prop de l'Acadèmia General Bàsica de Suboficials. A prop del seu cim hi ha l'ermita que dona nom al turó.